# انی دوپره
انی دوپره (فرانسوی: Anny Duperey‎؛ زادهٔ ۲۸ ژوئن ۱۹۴۷) هنرپیشه و رمان‌نویس اهل فرانسه است.
از فیلم‌ها یا برنامه‌های تلویزیونی که وی در آن نقش داشته‌است می‌توان به ارواح مردگان، دو سه چیزی که از او می‌دانم، بهشت است غرب، ژرمینال، استاویسکی، آن‌سوی زندگی و بابی دیرفیلد اشاره کرد.
وی همچنین برندهٔ جوایزی همچون لژیون دونور شده‌است.